# L'Annonciation (Cima da Conegliano, Ermitage)
Pour les articles homonymes, voir Annonciation et L'Annonciation dans les arts.
L'Annonciation du musée de l'Ermitage de Saint-Pétersbourg est une peinture à l'huile sur panneau de bois (136 × 107 cm) de Cima da Conegliano, et datant de 1495.